# Epistemologia
Epistemologia (od stgr. ἐπιστήμη, episteme – „wiedza; umiejętność, zrozumienie”; λόγος, logos – „nauka; myśl”), teoria poznania lub gnoseologia – dział filozofii, zajmujący się relacjami między poznawaniem, poznaniem a rzeczywistością. Epistemologia rozważa naturę takich pojęć jak: prawda, przekonanie, sąd, spostrzeganie, wiedza czy uzasadnienie. „Co to jest poznanie i czym jest poznawanie? Wyjaśnianie praw dotyczących zarówno poznawania i tego, co jest poznane”.

## Etymologia
Problematyką poznania filozofowie zajmowali się od czasów starożytnych. Dopiero jednak w epoce nowożytnej pojawiła się świadomość, że jest to odrębna dyscyplina filozoficzna. Kantyści nazywali ją krytyką poznania. W dziele Aesthetica z 1750 roku Alexander Gottlieb Baumgarten ukuł łaciński termin gnoseologia. W 1801 roku Wilhelm Traugott Krug użył nazwy Erkenntnislehre w swojej pracy Entwurf eines neuen Organons der Philosophie, oder Versuch über die Prinzipien der philosophischen Erkenntnis. Określenie Erkenntnistheorie (teoria poznania) pojawiło się w wydanej w 1862 roku książce Eduarda Zellera Über Bedeutung und Aufgabe der Erkenntniss-Theorie. Ein akademischer Vortrag i zyskało znaczną popularność w obszarze języka niemieckiego.
Termin epistemology pojawił się po raz pierwszy w anonimowej recenzji, która ukazała się w nowojorskim The Eclectic Magazine of Foreign Literature, Science and Art w 1847 roku. Słowo to ukute na podobieństwo technology, miało oddawać niemieckie Wissenschaftslehre. Następnie użył go szkocki filozof James Frederick Ferrier w książce Institutes of Metaphysic: The Theory of Knowing and Being z 1854 roku. Został on utworzony od starogreckiego pojęcia episteme (stgr. ἐπιστήμη), oznaczającego wiedzę pewną, naukową, dotyczącą istoty, i przeciwstawianą opiniom, wiedzy praktycznej czy doświadczeniu.

## Główne zagadnienia
Teoria poznania wiąże się z innymi dyscyplinami filozoficznymi lub im bliskimi, np. ontologią, logiką i psychologią. Ontologia traktuje o tym co i jak istnieje. Czy analiza istnienia ma poprzedzać analizę poznania, tj. czy bez istnienia nie byłoby poznania? Logika jest systemem tautologii jako zdań prawdziwych we wszystkich modelach, a epistemologia na pewno z tautologii się nie składa. Przedmiot badań psychologii jest częściowo wspólny, jednak każda z tych nauk bada go z innego punktu widzenia. Psychologia zajmuje się przebiegiem procesów poznawczych, a epistemologia interesuje się, wedle czego poznanie ma być oceniane jako prawda i fałsz....

### Teoria wiedzy
Co to jest wiedza (poznanie), to problem definicji wiedzy, a co jest wiedzą, to problem kryterium wiedzy. Jak dotrzeć do wiedzy, czyli jaka jest właściwa droga poznawania, to problem sposobu poznania. Rozdzielając dwa główne nurty w tej kwestii rozróżnia się: empiryzm metodologiczny (aposterioryzm) mówiący, że źródłem poznania jest doświadczenie i racjonalizm metodologiczny (aprioryzm), który twierdzi, że jest nim rozum. Spór toczy się też o to, czy istnieje wiedza wrodzona (natywizm głosi iż wiedza jest wrodzona), czy nabywamy ją wraz z doświadczeniem, czyli o pochodzenie poznania. I tu mamy też dwa główne stanowiska: empiryzm genetyczny i racjonalizm genetyczny. Naturą poznania naukowego zajmuje się filozofia nauki. Czy wiedza jest w ogóle możliwa i jak bronić się przed zarzutami sceptycznymi to problem sceptycyzmu.

### Teoria prawdy
Poszukiwanie definicji prawdy jest problemem podstawowym dla epistemologii. Tak jak w przypadku teorii wiedzy, teoria prawdy poszukuje jej definicji i kryterium bycia prawdą. Czy prawda istnieje i czy jest poznawalna, to zagadnienia blisko spokrewnione z problemem sceptycyzmu. Wiedza wspiera się na pojęciu prawdy, stąd pojęcie to jest podstawowe dla całej filozofii.

### Problem psychofizyczny
Jaka jest relacja między materią a duchem, rzeczą myślącą a rozciągłą czy, używając współczesnej terminologii, umysłem a ciałem czy zjawiskami fizycznymi a psychicznymi, to tak zwany problem psychofizyczny. Wyróżnia się tu przede wszystkim monizm (istnieje jedna substancja) i dualizm (istnieją odrębne substancje: ciało i duch).

### Problem percepcji

Przykład iluzji w postrzeganiu. Na tym obrazku linie poziome są równoległe.

Problemy pojęciowej analizy percepcji, jej przedmiotu, wiarygodności oraz relacji percepcji i wiedzy to podstawowe problemy filozofii percepcji. Podstawowymi współczesnymi poglądami w filozofii percepcji są: realizm bezpośredni (spostrzeganie jest bezpośrednie, wymaga oddziaływania przyczynowego ze strony przedmiotu, przedmiotami percepcji są przedmioty w przestrzeni fizycznej, percepcja jest zasadniczo wiarygodna), realizm pośredni (przedmiotem percepcji są reprezentacje rzeczy istniejących w przestrzeni fizycznej) oraz fenomenalizm (mamy dostęp jedynie do doznań i nie istnieje możliwość dotarcia do przedmiotów świata zewnętrznego).

## Rys historyczny
Epistemologia jako odrębny dział filozofii została zapoczątkowana przez Kartezjusza, ale zagadnienia epistemologiczne były obecne właściwie już od początku refleksji filozoficznej.

### Starożytność
W filozofii starożytnej problematyka epistemologiczna nie była wyróżniona, lecz rozważano ją przy okazji problematyki logicznej czy metafizycznej.
W użyciu funkcjonowało kilka pojęć, których znaczenie i wzajemne relacje były różnie określane przez poszczególnych filozofów :
- episteme (stgr. ἐπιστήμη) – jest to wiedza pewna, naukowa, najbardziej godna posiadania. Jako taka przeciwstawiana jest doksie, czyli opiniom. Jest to też wiedza teoretyczna (i wtedy przeciwstawiana techne), przedmiot zainteresowania filozofów. Od niej swoją nazwę weźmie epistemologia[10];
- techne (stgr. τέχνη) – biegłość, umiejętność, sztuka; wiedza praktyczna, związana z wykonywaniem rzemiosła i opanowaniem umiejętności praktycznych. Często przez filozofów uznawana za wiedzę o niższym statusie[11];
- doksa (stgr. δόξα) – mniemanie, opinia. Nie jest to wiedza, lecz jej pozór. Jako zadanie filozofów określano często obnażanie doksy i poszukiwanie episteme[12].

#### Filozofowie przyrody i sofiści
Już w pierwszym okresie filozofii starożytnej filozofowie przyrody i sofiści głosili pewne tezy na temat poznania, z których wiele antycypowało podstawowe zagadnienia epistemologii. Solon zalecał, żeby na podstawie rzeczy jasnych wnioskować o niejasnych, a Chilon był autorem zwrotu „poznaj samego siebie”. Tezę Heraklita (zm. ok. 480 p.n.e.), że wszystko płynie można rozumieć jako zwrócenie uwagi na problem identyczności przedmiotów w czasie. Dostrzegł, że zmienność podlega konieczności, który określał mianem logosu. Krytykował również bezrefleksyjne opieranie się na poznaniu zmysłowym, o ile nie jest poparte rozumem. Człowiek posiada możliwość poznania samego siebie poprzez myślenie, które umożliwia właśnie rozum. Pitagorejczycy znali dedukcję (dowód istnienia liczb niewymiernych) i przekonani byli o tym, że świat można opisać za pomocą matematyki (Filolaos był zwolennikiem koncepcji poznania jako uchwycenia stosunków ilościowych). Stosując metodę dedukcyjną stali się tym samym, prekursorami racjonalizmu i aproioryzmu w filozofii, obecnego już w poglądach szkoły eleackiej. Parmenides, który ją zapoczątkował, stawiał równość między bytem a poznaniem i twierdził, że wadliwość mniemań jest nieusuwalna. Episteme, w przeciwieństwie do doksy, odnosi się do bytu i jest bezbłędna. Melissos krytykował poznanie zmysłowe, a Anaksagoras jako pierwszy pojmował rozum jako autonomiczną zdolność poznawczą. Demokryt był prekursorem Locke'a w twierdzeniu, że jakości są subiektywne i uważał, że rzeczy podobne poznajemy przez podobne (atomy emitują swoje podobieństwa, które docierają do naszych zmysłów). Twierdził, że ilość jest tym aspektem rzeczy, który można poznać w sposób obiektywny. Słynną tezę Protagorasa, że człowiek jest miarą wszechrzeczy można rozumieć jako spostrzeżenie, że każdemu argumentowi da się przedstawić kontrargument, a rzeczywistość widzi się różnie w zależności od punktu obserwacji. Protagoras twierdził też, że nie można poznać bogów. Gorgiasz swojej tezy, że nic nie istnieje, a nawet jeśli istnieje, to nie jest poznawalne, próbował dowodzić nie wprost. Sokrates (zm. 399 p.n.e.) rozumiał cnotę (etykę) jako rodzaj wiedzy i znał metody definiowania i analizy pojęć.

#### Platon
Platon (ur. 427, zm. 347 p.n.e.) był twórcą klasycznej teorii wiedzy jako prawdziwego, dobrze uzasadnionego sądu (Teajtet). Jego koncepcja poznania była jednak ściśle związana z jego metafizyką. Platon rozróżnił :
- wiedzę (episteme), której przedmiotem są idee i stosunki między nimi, będącą ogólną i pewną oraz dzielącą się na:
  - intuicyjną (noesis) prowadzącą do poznania Dobra,
  - dyskursywną (dianoia), wiedzę na temat prawd matematyki,
- mniemanie (doksa) pochodzące od zmysłów i szczegółowe, dotyczące świata złudnego, jednak nie będące całkowitą ignorancją.

Pochodzenie wiedzy tłumaczył koncepcją preegzystencji dusz i metempsychozą, a więc był twórcą natywistycznej koncepcji wiedzy wrodzonej, która jest nabywana poprzez przypominanie – anamnezę. Platon nie utożsamiał wiedzy z prawdziwym sądem, zwrócił bowiem uwagę na fakt, iż można głosić coś prawdziwie wcale o tym nie wiedząc.
Swoją teorię poznania zobrazował w metaforze jaskini. Kolejne stopnie poznania rzeczywistości obrazowane są jako kolejne etapy wyzwalania się duszy. Cienie postrzegane na ścianie jaskini przez uwięzione w niej dusze są pozorem rzeczywistości, a postrzeganie ich związane jest z wyobraźnią (εἰϰασία). Dusza, która odwraca się od pozorów, by postrzec przedmioty, które rzucają cienie, opiera się na wierze (πίστιϛ). Przejście na wyższy poziom poznania, od oglądu przedmiotów zmysłowych ku przedmiotom prawdziwym dokonuje się za pomocą odbić obrazów: nauk matematycznych (poznanie pośredniczące, διάνοια). Poznanie rzeczywistości poza jaskinią następuje dzięki noezie (stgr. νόησις, noesis), intuicyjnemu wglądowi w istotę rzeczywistości.

#### Arystoteles
Jego uczeń, Arystoteles (ur. 384, zm. 322 p.n.e.) był autorem koncepcji wiedzy jako systemu dedukcyjnego, w którym wychodzimy od przesłanek (aksjomatów) i wyprowadzamy kolejne twierdzenia za pomocą dedukcji. Wiedza (episteme) według jego modelu miała być ogólna i pewna. Stagiryta łączył z przekonaniem, że poznanie pochodzi z doświadczenia, choć rozum jest czymś w rodzaju jego moderatora, łączącego w sobie czynności zmysłów i myślenie. Przedmiotem poznania dla Arystotelesa jest substancja, połączenie materii i formy. Wprowadza również pojęcie przyczyny teleologicznej – celowej, jako racji powstawania rzeczy.
Jako pierwszy (przed Johnem Lockiem) użył pojęcia tabula rasa (de Anima 430A) na określenie umysłu, który wszelką wiedzę może zdobyć jedynie poprzez doświadczenie. Stanął w ten sposób w opozycji do platońskiej koncepcji wiedzy wrodzonej (natywizm). Podzielił nauki na teoretyczne (theoria), praktyczne (phronesis) i poetyczne (poetike). Stworzył podstawowe narzędzia logiczne dla nauki, teorię retoryki i ugruntował pojęcia takie jak spostrzeżenie, pamięć, doświadczenie i poznanie naukowe.

#### Sceptycyzm starożytny

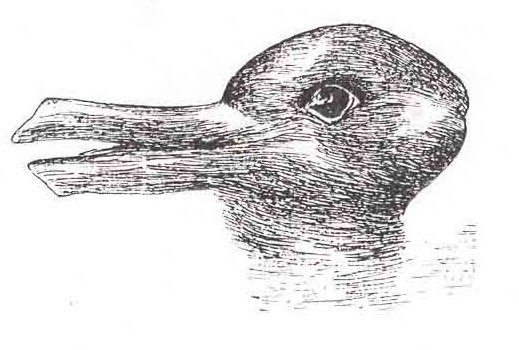
Kaczka czy królik? Ainedyzem twierdził, że ten sam zmysł zadziała różnie w zależności od okoliczności.

Choć filozofia sceptyków powstała na gruncie etyki, jako że zalecali oni powstrzymanie się od wszelkich sądów ze względu na dążenie do ideału moralno-życiowego, to ich osiągnięcia są doniosłe z punktu widzenia epistemologii. Skupili się na argumentowaniu za tym, że nic nie można poznać z pewnością, czyli że ideał episteme jest nierealizowalny. Pirron (zm. ok. 286 p.n.e.) twierdził, że dla każdych dwóch zdań A i nie-A trzeba przyjąć ich równe prawdopodobieństwo i mówić tylko „nie wiem, że A i nie wiem, że nie-A”. Ainezydem stworzył listę argumentów przeciw poznaniu bezpośredniemu:
- Różne stworzenia mają różne spostrzeżenia.
- Różni ludzie mają różne spostrzeżenia.
- Różne zmysły dają różne wrażenia tego samego przedmiotu.
- Ten sam zmysł zadziała różnie w zależności od okoliczności.
- Percepcja zależy od
  - lokalizacji przedmiotu,
  - relacji podmiot - przedmiot,
  - naszych oczekiwań,
  - wychowania i światopoglądu.

Niepewność była dla sceptyków nieusuwalnym atrybutem wszystkich sądów, choć nie podważali racji mówienia o tym, co się wydaje (dostępu do doświadczenia wewnętrznego). Sekstus Empiryk rozróżnił: dogmatyzm, którego zwolennicy głoszą, że prawda jest poznawalna i że oni są jej właścicielami, akademizm mówiący o prawdzie, że jest niepoznawalna, bo jej nie ma i wreszcie sceptycyzm. Ideałem dla starożytnych sceptyków był mędrzec, który uznaje, że nie wie, czy jest prawda, czy jej nie ma, ale nie przeszkadza mu to w jej poszukiwaniu.

### Filozofia średniowieczna
Augustyn z Hippony (ur. 354, zm. 430) twierdził, że człowiek może poznać Boga, ale potrzebny jest do tego akt oświecenia (illuminatio) i uważał, że choć Objawienie ma status wiedzy pewnej, to warto jest dążyć do zrozumienia prawd wiary. W średniowieczu kluczowym problemem stał się stosunek wiary do rozumu.

#### Wiara a rozum
Greckie pistis (zaufanie), Rzymianie tłumaczyli jako fides a doksa jako opinio. Nie było słowa na oznaczenie wiary. Łacińskim fides zaczęli nazywać ją dopiero pierwsi chrześcijanie. Orygenes wierzył w zgodność Objawienia z filozofią grecką. Tertulian uważał, że rozumowe poznanie jest bezwartościowe, bo prawdy wiary są pewne, lecz dla rozumu niepojęte. Był autorem formuły credo quia absurdum („wierzę, choćby to było absurdalne”). Pseudo-Dionizy twierdził, że możliwości poznawcze człowieka są ograniczone a o Bogu możemy tylko mówić, czym nie jest. Anzelm z Canterbury, autor formuły fides quarens intellectum („wiara domaga się rozumu”), wierzył w spójność prawd wiary i rozumu. Jednak Piotr Abelard, twórca tekstu zawierającego zdania sprzeczne w Biblii, Sic et non, kwestionował jego optymizm. Awerroes głosił wyższość filozofii nad teologią. Siger z Brabancji zasłynął teorią dwóch prawd: rozumowej i religijnej. Tomasz z Akwinu (ur. 1225, zm. 1274) zajmując kompromisowe stanowisko, wyróżniał prawdy wiary niedostępne dla rozumu, prawdy rozumu obojętne dla wiary i prawdy wiary udowadnialne rozumowo. Jego formuła nihil est in intellectu quod non prius fuerit in sensu (zapożyczona od Arystotelesa) to zasada empiryzmu genetycznego.
William Ockham redukował poznanie do wiedzy o indywiduach, więc nie dopuszczał do niej konieczności ani pewności i stworzył metodologiczną zasadę niemnożenia bytów ponad potrzebę (brzytwa Ockhama).

#### Buddyzm

Posąg debatującego Dignagi (Kałmucja)

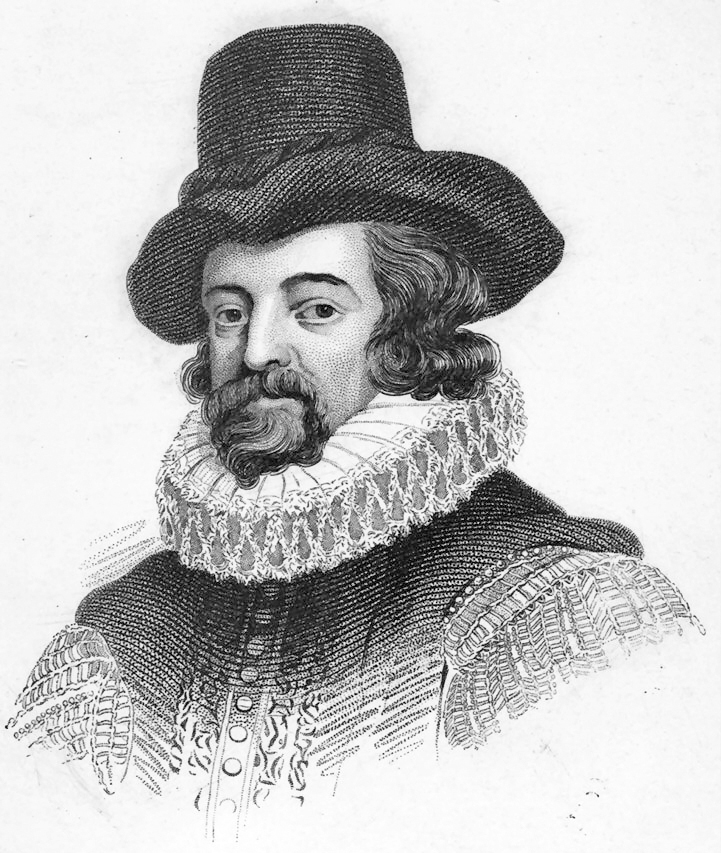
Bacon – twórca metody naukowej

Głównymi twórcami buddyjskiej epistemologii (język angielski: valid cognition; transliteracja Wyliego: tshad ma) byli komentatorzy dzieł doktryn jogaczary i madhjamaki: Dignaga (ok. 480-540) i Dharmakirti (ok. 530-600) z Indii. Dignaga napisał m.in. "Kompendium Prawomocnego Poznawania" (Sanskryt: Pramāṇasamuccaya; transliteracja Wyliego: tshad ma kun las btus pa) a najważniejszym dziełem Dharmakirtiego jest Pramanavartika (s. Pramāṇavārtika, tyb. tshad ma rnam 'grel)  stanowiąca komentarz do tekstu Dignagi i będąca jednym z siedmiu traktatów Dharmakirtiego –  "Siedem Traktatów Prawomocnego Poznawania" (transliteracja Wyliego: tshad ma sde bdun). Dzieła te były kontynuacją wielowiekowego rozwoju myśli buddyjskiej począwszy od starożytnych wczesnych szkół buddyjskich. Dla Dignagi istnieją dwa ważne sposoby poznania (pramāna), postrzeżenie (pratyakṣa) i wnioskowanie (anumāna). Pomimo to, nie odrzuca innych źródeł poznania, takich jak porównanie czy świadectwo autorytetu, uznając je jednak za formy postrzeżenia i wnioskowania. W ten sposób, jego myśl niejako zawiera w sobie wcześniejsze ustalenia buddyjskiej epistemologii.

### Filozofia nowożytna
Francis Bacon wystąpił przeciwko logicznym naukom Arystotelesa i stworzył metodę naukową, Galileusz rozwinął ją jako metodę hipotetyczno-dedukcyjną.

#### Kartezjusz
Kartezjusz (ur. 1596, zm. 1650) dokonał epistemologicznej reorientacji filozofii. Stworzył geometrię analityczną, co skłoniło go do stwierdzenia, że filozofia powinna stosować podobną metodę. Wiedza powinna więc być systemem prawd pewnych, koniecznych, powiązanych logicznie i niezależnych od doświadczenia. Stwierdzenie cogito ergo sum („myślę, więc jestem”) oznacza spostrzeżenie, że nie może istnieć akt myślenia bez podmiotu myślenia. Uznał to za przezwyciężenie sceptycyzmu, który wątpi we wszystko i stworzenie aksjomatycznej podstawy dla absolutnego systemu (fundacjonalizm). Wychodząc od tej podstawy, w umyśle odnalazł Kartezjusz idee wrodzone Boga, duszy (res cogitans) i ciała (res extensa) i rozłożył akcenty tak, że położył nacisk na problem psychofizyczny.
W Rozprawie o metodzie zawarł podstawowe zasady metodologiczne:
- Nie uznawaj niczego za prawdę bez oczywistych powodów.
- Dziel większe problemy na maksymalnie dużą liczbę mniejszych.
- Zaczynaj od rzeczy prostych a potem przechodź do złożonych.
- Bądź pewien, że znasz wszystkie problemy związane z zagadnieniem.
- Działaj krok po kroku. Sprawdzaj sądy zaczynając od najprostszych.

Kartezjusza krytykował Thomas Hobbes, który dowodził, że z cogito nie wynika w żaden sposób twierdzenie o niezależności umysłu.

#### Locke
John Locke (ur. 1632, zm. 1703) przeciwstawił Kartezjuszowi i jego koncepcji wiedzy wrodzonej wizję umysłu jako niezapisanej tablicy (tabula rasa), która zapisuje się dopiero w wyniku doświadczenia. Tak jak Kartezjusz nie kwestionował doświadczenia wewnętrznego i twierdził, że w bezpośrednim doświadczeniu mamy dostęp do wiedzy pewnej. To on właśnie rozróżnił doświadczenie na zewnętrzne (wrażenia zmysłowe) i wewnętrzne (refleksja). Intuicja działająca w obrębie pamięci daje według niego pewność poznawczą i jest podstawą logiki oraz matematyki. Idee dostarczane przez nią są proste. Idee złożone powstają w wyniku abstrakcji z prostych. Niepewność tkwi w poznaniu zewnętrznym.
Głosił przyczynową teorię percepcji mówiąc, że idee mają przyczyny w poznaniu zewnętrznym. Argumentował za tą teorią, że zmysły nie wytworzyłyby wrażeń bez przyczyny i dowodził jej słuszności z różnicy między ideami powstającymi w umyśle i ideami-wrażeniami, na które nie mamy wpływu.
Zastanawiał się też nad tym, czy wszystkie nasze idee mają odpowiedniki w rzeczywistości. To doprowadziło go do rozróżnienia między jakościami pierwotnymi (kształt, objętość, ruch), które są obiektywne i odpowiadają własnościom ilościowym a wtórnymi (na przykład barwy, zapachy, dźwięki), które są subiektywne i są tożsame z własnościami jakościowymi.

#### Berkeley
Naiwny realizm twierdzi, że wszystkie jakości są pierwotne. George Berkeley stwierdził, że wszystkie są wtórne. Odrzucił pojęcie substancji jako zbędną metafizykę, ograniczył poznanie wyłącznie do poznania zmysłowego (nawet matematyka była nauką o zmysłowo ujmowalnych przedmiotach) i podważył istnienie rzeczywistości fizycznej tworząc formułę esse est percipi („być znaczy być postrzeganym”). Na zarzuty formułowane przeciwko jego teorii, iż rzeczy istnieją, pomimo tego że nie są postrzegane, odpowiadał, że dzieje się tak, ponieważ są one postrzegane przez Boga.

#### Hume i nowożytny sceptycyzm
Uważany za najwybitniejszego przedstawiciela nowożytnego sceptycyzmu, David Hume (ur. 1711, zm. 1776) uznawał, że problem obiektywności poznania jest bezprzedmiotowy i stwierdził, że dowiedzenie istnienia świata zewnętrznego jest niemożliwe. Jednak dodawał, że wiara w istnienie rzeczywistości jest przydatna ze względu na jej walory praktyczne.
Rozróżnił impresje (lockowskie wrażenia), których doznajemy, gdy coś widzimy lub słyszymy i idee, które tworzymy, gdy coś wyobrażamy sobie lub myślimy. Proces poznania przebiega według niego od impresji do złożonych idei, które powstają za sprawą operacji umysłowych, polegających na kojarzeniu idei przez relację podobieństwa, styczność w czasie i przestrzeni oraz ideę przyczynowości.
Wyróżnił fakty i relacje między ideami, którymi zajmuje się matematyka – wiedza pewna, lecz nie mówiąca nic o faktach. Wiedza o faktach natomiast byłaby pewna, gdyby opierała się wyłącznie na impresjach, ale opiera się też na ideach leżących u podstaw doświadczenia: idei substancji i przyczynowości.
Te dwa pojęcia Hume krytykował. Tak naprawdę doświadczamy tylko ciągów zdarzeń, mówił, a wiązanie ich w związki przyczynowe, to już działanie umysłu wynikające z wyrobionego nawyku. Tymczasem związek przyczynowy nie jest konieczny, bo przyszłość może przynieść inne dane.

#### Leibniz
Gottfried Wilhelm Leibniz przeformułował Tomaszową zasadę empiryzmu genetycznego dodając do niej nisi intellectus ipsae  (z wyjątkiem samego umysłu). Planował stworzenie specjalnego języka (lingua universalis), w którym można by jednoznacznie przedstawić a następnie rozwiązać każdy problem.
Wydzielił dwa rodzaje prawd odpowiadających dwóm zasadom myślenia: prawdy dotyczące faktów (zasada racji dostatecznej) i prawdy rozumowe (zasada sprzeczności). Każda prawda jest a priori (predykat zawarty w podmiocie) i konieczna (prawdziwa we wszystkich możliwych światach), ale tylko z punktu widzenia Boga. My musimy uznać prawdy dotyczące faktów za przypadkowe, a pełne ich dowody są nieskończone (właściwie to samo mówił Hume w krytyce przyczynowości).
Thomas Reid bronił zaufania do własnego zdrowego rozsądku, czym stał się prekursorem Moore'a.

#### Kant

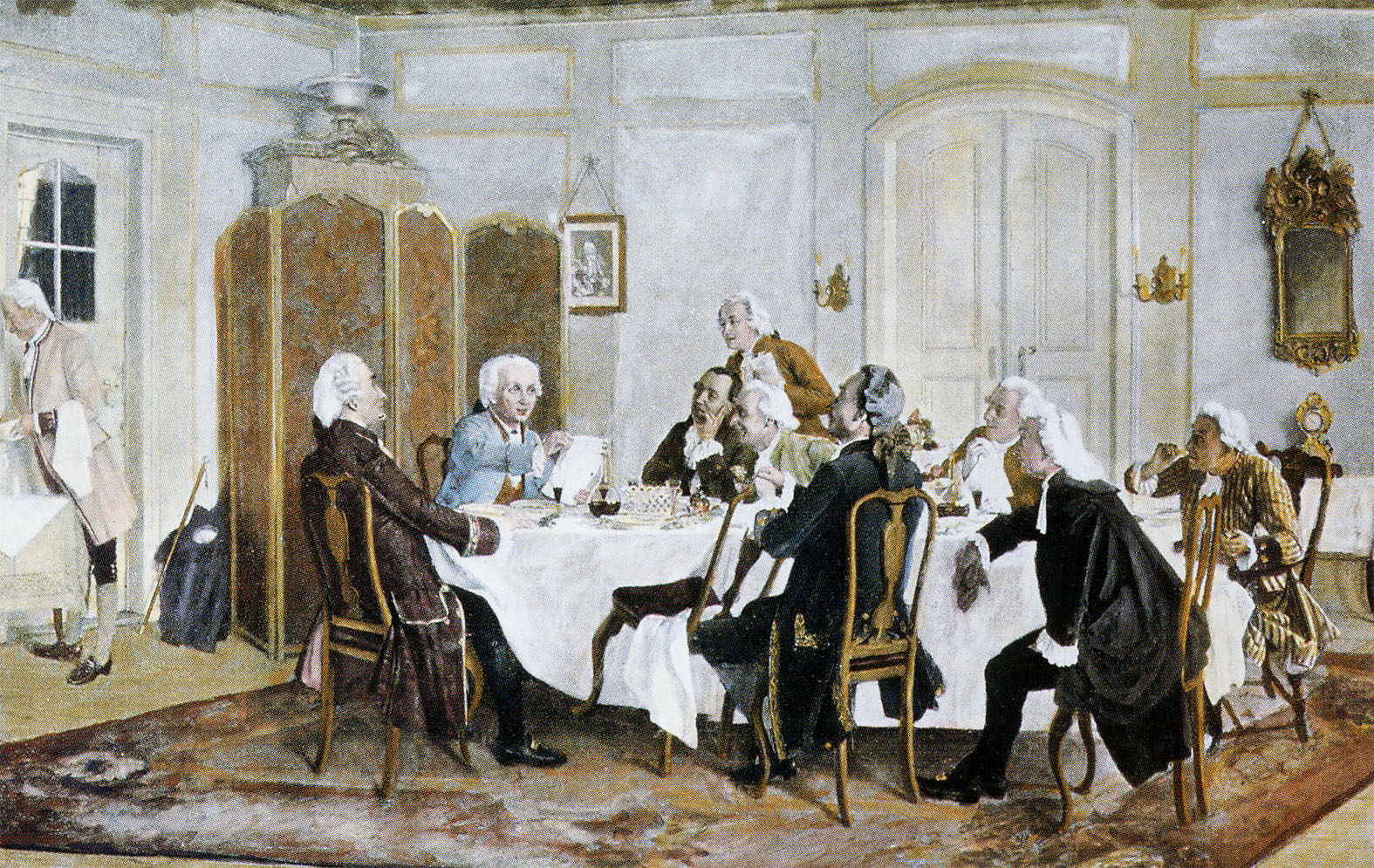
Kant dyskutujący z przyjaciółmi

Immanuel Kant (ur. 1724, zm. 1804) dokonał rozróżnienia na sądy analityczne, czyli takie, które wynikają z definicji (por. klasyczny rachunek zdań), zaś wiedza, którą zdobywamy na ich mocy nie może wykraczać poza granicę już znanych pojęć i syntetyczne (por. indukcja niezupełna), które pozwalają na zdobywanie wiedzy istotnie nowej. Z drugiej strony podzielił sądy na aprioryczne (poza doświadczeniem, wynikające z wrodzonych własności umysłu i zmysłów) i aposterioryczne (na podstawie zdobywanego doświadczenia).
Stosując te kategorie do wcześniejszych dziejów filozofii można powiedzieć, że platońska episteme miała zawierać tylko sądy a priori. Leibniza prawdy rozumu są a priori, prawdy faktów syntetyczne a posteriori, choć dla Boga wszystkie są analityczne a priori. Hume akceptował tylko istnienie analitycznych a priori (relacje między ideami) i syntetycznych a posteriori (fakty).
Natomiast Kant argumentował za możliwością istnienia sądów syntetycznych a priori, które jego zdaniem są obecne w matematyce i przyrodoznawstwie i byłyby składnikami przyszłej metafizyki. Argumentował za pomocą dedukcji transcendentalnej, czyli poszukiwania argumentów na konieczność warunków możliwości tego, co jawi się nam jako wymagające uzasadnienia.
Początkiem poznania jest doświadczenie, którego składnikami apriorycznymi są czas i przestrzeń, jakie określa transcendentalnymi warunkami poznania, oraz kategorie intelektu, z których za najważniejsze uznawał kategorię przyczynowości i substancji. Doświadczamy więc z pomocą wrodzonych narzędzi.
Możemy, zdaniem Kanta, rozróżnić zjawiska naszej świadomości (fenomeny) i rzeczy same w sobie (noumeny). Te ostatnie nie są poznawalne, ale musimy przyjąć ich istnienie, by wytłumaczyć istnienie zjawisk.
Kant rozróżnił też pytania de iure (dotyczące kwestii dopominających się wyjaśnienia i wymagających transcendentalnej dedukcji) i quid facti dotyczące tego, co jest. Teoria poznania zajmuje się według niego pytaniami de iure.

### Wiek XIX
Hegel odrzucał epistemologię (teorię poznania), gdyż nie miał zaufania do bezkrytycznie stosowanego pojęcia poznania w epistemologii. Poznanie w ujęciu epistemologicznym nie jest absolutne a poza Absolutem nie można znaleźć ani prawdy, ani wiedzy i dlatego należy odrzucić epistemologię. Dlatego w przypadku filozofii Hegla nie można mówić o epistemologii, ponieważ utożsamiał wiedzę z bytem – racjonalnym, logicznym i koniecznym.
Bradley, heglista, głosił holistyczną koncepcję, wedle której wszelkie wyodrębnianie faktów z całości wiedzy prowadzi do uproszczeń.
Schleiermacher stworzył hermeneutykę, czyli teorię rozumienia tekstu. Stwierdził, że w przypadku każdego tekstu mamy do czynienia z sytuacją koła hermeneutycznego: żeby zrozumieć tekst, trzeba zrozumieć inny, być może całą kulturę i nie ma wyjścia poza ten krąg.

#### Neokantyzm[18]

##### Szkoła marburska
Szkoła marburska rozwija epistemologię jako krytykę poznania, której założenia można ująć następująco:
- poznanie wyrasta zarówno ze zmysłów, jak i z myśli,
- myśl wprowadza do poznania czynnik subiektywności,
- poznajemy tylko zjawiska, ale poza zjawiskami istnieje niepoznawalna rzecz sama w sobie.

##### Szkoła badeńska
Szkoła badeńska rozwija epistemologię opartą na filozofii wartości. Heinrich Rickert uznaje, że przedmiotem poznania są wartości poznawcze.
Wilhelm Windelband rozróżnił nauki idiograficzne skupione na opisie (np. historia) i nomotetyczne formułujące prawa przyrody (np. fizyka).

##### Nowa Szkoła Friesa
Nowa Szkoła Friesa rozwija krytyczną filozofię Immanuela Kanta w duchu Jakoba Friedricha Friesa. Jej reprezentant Leonard Nelson w rozprawie O niemożliwości teorii poznania (1911) dowodzi, że naukowa teoria poznania nie jest możliwa, ponieważ nie da się uzasadnić naukowo obiektywnej ważności poznania bez założenia tego rodzaju ważności.

#### Pozytywizm
August Comte twierdził, że wiedza winna służyć celom praktycznym, by można było realizować cel ulepszania życia społecznego. Rozróżnił nauki na abstrakcyjne (matematyka, astronomia, fizyka, chemia, biologia i socjologia, przy czym każda z nich jest coraz mniej ogólna i podporządkowana poprzedniej), a filozofię sprowadzał do teorii wiedzy. John Stuart Mill twierdził, że twierdzenia matematyki są uogólnieniami indukcyjnymi i opracował kanony indukcji eliminacyjnej chcąc odeprzeć zarzuty Hume'a.
Empiriokrytycyzm (Ernst Mach, Richard Avenarius) stworzył zasadę ekonomii myśli mówiącą, że aparat pojęciowy musi być jak najprostszy. William James opracował zasadę pragmatyczną, która mówi, że należy rozpatrywać praktyczne konsekwencje działań oparte na określonych przekonaniach.
W nurtach okresu pozytywistycznego leżących na peryferiach tej myśli należy wymienić Friedricha Nietzschego, który był relatywistą i uważał poznanie za akt biologiczny, warunkowany celami praktycznymi i twierdził, że rzeczywistość ujmujemy zawsze fałszywie z uwagi na różne ograniczenia. Argumentował też za tym, że każde uogólnienie jest nieadekwatne, a poznając rzeczywistość odwołujemy się do własnych konstrukcji poznawczych. Hans Vaihinger twierdził, że nasze poznanie operuje użytecznymi fikcjami. Henri Bergson był zwolennikiem intuicji, która w jego koncepcji dostarcza poznania bezpośredniego i jest jak uchwycenie budowli jednym rzutem oka. Theodor Ziehen, przedstawiciel psychologizmu chciał redukować epistemologię do psychologii.

### Wiek XX

#### Antypsychologiści
Edmund Husserl (ur. 1859, zm. 1938) uważał filozofię za pierwszą i fundamentalną naukę w gmachu wiedzy, która w odróżnieniu od nauk szczegółowych ma dostarczyć episteme. Zjawiska należy według niego opisywać takimi, jakimi są, w myśl hasła powrotu do rzeczy samych. Fenomenologia (epistemologia) jako podstawa ma być bezzałożeniowa. Jego zasada wszystkich zasad zalecała opisywanie wszystkiego tak, jak jawi się w świadomości. Wymaga to, zdaniem Husserla, redukcji ejdetycznej, czyli oczyszczenia świadomości z balansu poznawczego, wzięcia w nawias wiedzy naukowej i prowadzi do uchwycenia istoty fenomenów. Uczeń Husserla, Roman Ingarden, stworzył projekt czystej epistemologii, niezależnej od nauki i innych dyscyplin filozoficznych.
Bernard Bolzano wyróżnił kategorię sądów i przedstawień samych w sobie (niezależne od umysłu i konstytuujące realność badaną przez logikę) oraz sądów i przedstawień w sensie subiektywnym. Zdefiniował pojęcie analityczności, prawdy logicznej, wynikania logicznego i prawdopodobieństwa.
Gottlob Frege sformułował sławne rozróżnienie sensu i znaczenia. Zdefiniował zdania aprioryczne jako te, które są sprowadzalne do logiki.

#### Konwencjonalizm
Konwencjonalistów łączył pogląd, że uznanie stwierdzenia zależy od przyjęcia umów terminologicznych (konwencji). Antycypacji tego poglądu można dopatrywać się u sofistów. Do konwencjonalistów należeli: Henri Poincaré, Pierre Duhem i Kazimierz Ajdukiewicz. Konwencje nie oznaczają tu jednak całkowitej arbitralności. Chodziło im o to, że nie są jednoznacznie wyznaczane przez fakty. Stanisław Leśniewski krytykował konwencjonalizm mówiąc, że możemy umówić się do wszystkiego, ale to nie wpłynie na to, jakim jest świat.

#### Filozofia analityczna

##### Brytyjczycy
Bertrand Russell stworzył projekt naukowej epistemologii: kombinacji logiki i metody przyrodniczej. Sądził, że struktura logiki jest izomorficzna ze strukturą świata. Stałym logicznym odpowiadają indywidua, zdaniom atomicznym – fakty, itd. Indywidua, proste istności stanowiące fundament dla własności są według niego poznawalne bezpośrednio a nie przez opis.
George Edward Moore bronił zdrowego rozsądku jako źródła trafnych przekonań. Wprowadził termin „dana zmysłowa” i badał relacje między danymi a własnościami rzeczy. W filozofii percepcji wyróżnił:
- realizm bezpośredni mówiący, że mamy dostęp do własności rzeczy,
- realizm pośredni mówiący, że mamy dostęp do własności rzeczy poprzez dane zmysłowe,
- fenomenalizm mówiący, że spostrzegamy tylko dane zmysłowe.

Moore sformułował też paradoks analizy. Mówi on, że jeśli analizowane pojęcie jest tożsame z objaśniającym je kontekstem, to analiza jest trywialna. Jeśli nie, to jest niepoprawna, gdyż zmienia sens analizowanego pojęcia.
Ludwig Wittgenstein w słynnej tezie stwierdził, że granice języka są granicami naszego świata, a więc poznanie jest ściśle związane z językiem. Choć z początku postulował konieczność języka doskonałego w rodzaju leibnizowskiej lingua universalis, później przekonał się do pracy nad językiem potocznym. Filozofia miałaby ograniczyć się do istotnych dla niej kontekstów takich jak „wiedzieć”, „wierzyć”, „widzieć”. Kontynuował tę myśl John Austin, który sformułował fenomenologię lingwistyczną opartą na zaufaniu właśnie do języka potocznego.
Gilbert Ryle zdefiniował pojęcia „wiedza jak” – praktyczna i „wiedza, że” – teoretyczna.

##### Neopozytywizm

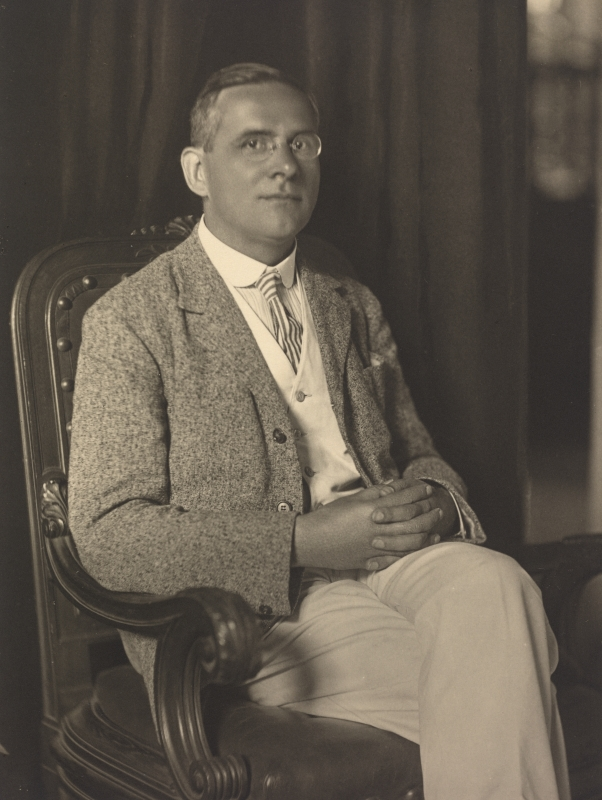
Moritz Schlick

Filozofowie z kręgu Koła Wiedeńskiego (Moritz Schlick, Otto Neurath czy Rudolf Carnap) chcieli stworzyć Encyklopedię jedności nauki, gdzie całość wiedzy miała być ujęta w jednolitym języku fizykalistycznym. Filozofię sprowadzali do logiki.
Bezsensowność metafizyki próbowali wykazać w drodze analizy logicznej. Za kryterium sensowności zdania przyjęli jego weryfikowalność i uznali równozakresowość nazw „sprawdzalny”, „sensowny”, „naukowy” z jednej strony i „niesprawdzalny”, „bezsensowny” i „metafizyczny” z drugiej. Jak zauważył Roman Ingarden sama zasada sensowności jest nieweryfikowalna, czyli bezsensowna według ich własnego kryterium.

#### Popper
Krytykował zasadę sensowności a zamiast weryfikacji zaproponował falsyfikowalność jako kryterium wiedzy naukowej. Uważał, że celem nauki jest zbliżanie się do prawdy poprzez zwiększanie prawdopodobieństwa i wyznawał ewolucjonizm traktując wiedzę jako narzędzie w procesie ewolucji.

#### Lingwistyka kartezjańska
Noam Chomsky stworzył gramatykę generatywną, system reguł wywodzących strukturę zdania z prostych elementów o charakterze syntaktycznym. W jego koncepcji uczenia się języka przez dzieci odrodziła się koncepcja wiedzy wrodzonej.

### Znaczący filozofowie
| - Mariano Artigas - Arystoteles - George Berkeley - Heraklit - Paul K. Feyerabend - Edmund L. Gettier | - David Hume - Edmund Husserl - Immanuel Kant - Kartezjusz - John Locke - George Edward Moore | - Parmenides - Charles Peirce - Pitagoras - Platon - Karl Popper | - Carl Reichenbach - Bertrand Russell - Peter Unger - Francis Bacon |